# Бикерстафф, Исаак
Исаак Бикерстафф (26 сентября 1733—1812?) был ирландским драматургом и либреттистом.

## Ранний период жизни

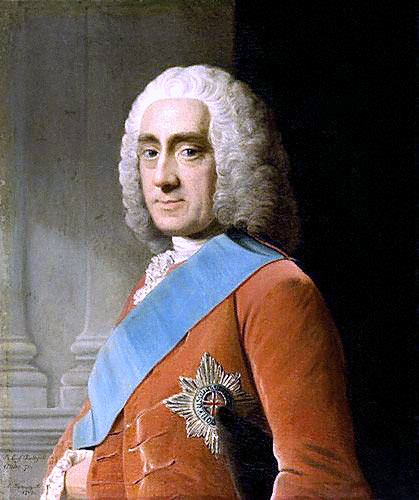
Первый покровитель Бикерстаффа лорд Честерфилд, который служил лорд-лейтенантом Ирландии

Исаак Джон Бикерстафф родился в Дублине 26 сентября 1733 года, где его отец Джон Бикерстафф занимал правительственную должность, курируя строительство и управление спортивными площадками, включая площадки для игры в боулз и теннисные корты. Управление было распущено в 1745 году, и он получил пожизненную пенсию от правительства.
В ранние годы Исаак был пажом лорда Честерфилда, лорда-лейтенанта Ирландии, что позволило ему вращаться в модном дублинском обществе. Когда Честерфилд покинул должность в 1745 году, он договорился, чтобы Исаак получил пост в армии. В октябре 1745 года Бикерстафф присоединился к 5-му пехотному полку, известному как «нортумберлендские фузилёры». Он служил энсином до 1746 года, после чего был произведен в лейтенанты. Полк под командованием Александра Ирвина базировался в Кинсейле в Ирландии. В марте 1755 года полк был переведен в Бристоль в Англии. Получив незадолго до этого немного денег, Исаак в августе отказался от своей должности и перешёл в резерв на половинное жалование.
Он собирался стать драматургом, но его первая работа, хотя и была опубликована, но не была поставлена, и вскоре он столкнулся с финансовыми трудностями. К марту 1758 года они стали настолько серьёзными, что ему пришлось поступить лейтенантом в Корпус морской пехоты, дислоцированный в Плимуте и участвовавший в Семилетней войне. В 1763 году, после заключения Парижского договора, он был отправлен в почётную отставку.

## Успех
Бикерстафф впервые прибыл в Лондон в 1755 году и стал работать драматургом. Годы взросления, проведенные в Дублине, культурном центре того времени, сильно повлияли на его взгляды на литературу и искусство. Он считал, что английский язык совершенно не подходит для пения опер, независимо от искусства композитора, и что единственно естественным языком для этого был итальянский. Позже он изменил свою точку зрения.
В Лондоне ему поначалу пришлось нелегко. Его первая работа, драматическая поэма «Левкофея» (1756), была неуспешна. Несмотря на то, что два рецензента положительно о ней отозвались, она не была положена на музыку, не исполнялась и осталась практически незамеченной. Бикерстафф также повредил своей карьере, публично раскритиковав Дэвида Гаррика, ведущего актера и менеджера той эпохи, за «варварские» попытки положить пьесы Шекспира на музыку. Эти неудачи заставили его вернуться на военную службу.
В 1760 году, всё ещё служа на флоте, Бикерстафф совместно с Томасом Арном, ведущим британским композитором, написал комическую оперу «Томас и Салли», которая имела огромный успех. Возможно, что Бикерстафф просто написал пьесу и отправил её Арну или в театр Ковент-Гарден, где он работал. Премьера состоялась в Ковент-Гардене 28 ноября 1760 года. Спектакль неоднократно исполнялся в Лондоне и вскоре ставился по всей Британии и Британской империи. Он также ставился в Дублине, Филадельфии и Кингстоне. Впоследствии они вместе работали над «Джудит» — оратории, впервые исполненной в Друри-лейн в феврале 1760 года. Он продолжил писать успешные комедии, основанные на работах Мариво и других французских драматургов, а также оперные либретто.
В 1762 году они с Арном написали «Любовь в деревне», которая считается первой английской комической оперой.
Его пьеса «Служанка на мельнице» (1765) на музыку Сэмюэла Арнольда и других композиторов также была крайне успешна. Бикерстафф также написал баудлеризованные (с цензурными пропусками) версии пьес Уильяма Уичерли и Педро Кальдерона де ла Барки. Его пьесы «Любовь в городе» (1767) и «Замо́к» (1768) основывались на «Ревнивом муже» Сервантеса (в последней был персонаж слуги-негра Мунго, негритянского слуги, которого сыграл Дибдин; это одна из самых ранних комических ролей чернокожих в английской драматургии). Он также написал «Жизнь Амбруаза Гине» (1770).

## Изгнание
В 1772 году Бикерстафф бежал во Францию из-за подозрения в гомосексуализме. В памфлете «Любовь в Су́де» Уильяма Кенрика намекалось на то, что в скандале был замешан актер и продюсер Дэвид Гаррик. Остаток его жизни, судя по всему, прошел в нищете, и о его смерти мало что известно.
После исчезновения Бикерстафф его коллегу Чарльза Дибдина часто обвиняли в плагиате его песен.

## Избранные произведения

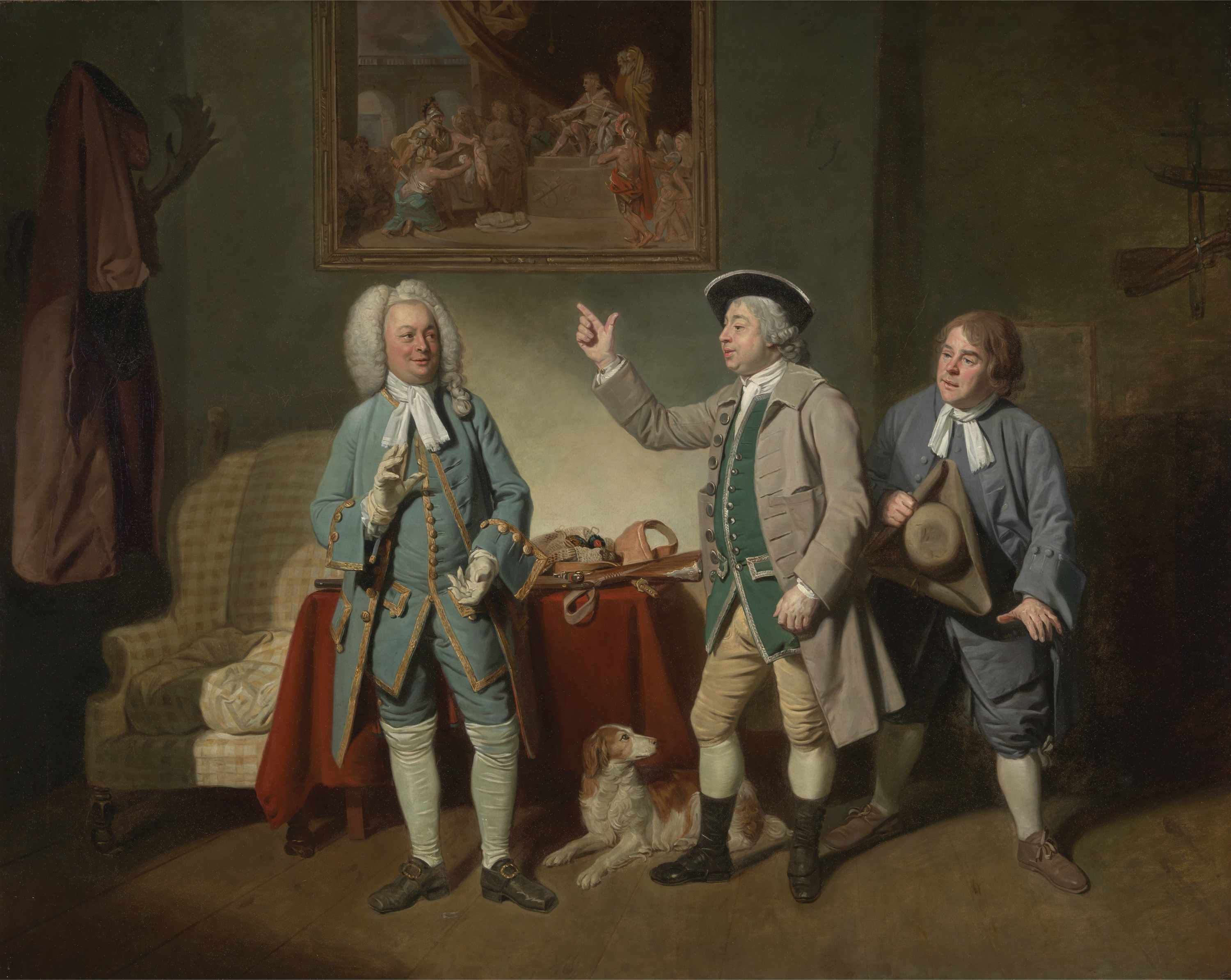
Сцена из «Любви в деревне»

- «Левкофея (1756)»
- «Томас и Салли; или Возвращение моряка» (1760)
- «Джудит» (1761)
- «Любовь в деревне» (1762)
- «Дафна и Аминтор» (1765)
- «Служанка на мельнице» (1765)
- «Обычный дилер (игра)» (1766)
- «Любовь в городе» (1767), более известная адаптацией «Возня»
- «Замо́к» (1768)
- «Лицемер» (1768)
- «Лайонел и Кларисса» (1768)
- «Королевский приз» (1768)
- «Доктор Ласт в своей колеснице» (1769)
- «Пленник» (1769)
- «Сержант-рекрутёр» (1770)
- «Он бы хотел, если бы мог; или Старый дурак хуже всего» (1771)
- «Школа для отцов» (1772)
- «Султан; или Взгляд в Серальо» (1775)
- «Испорченное дитя» (1792)